# آویشای دکل
آویشای دکل (انگلیسی: Avishai Dekel؛ زاده ۱۹۵۱) یک فیزیک‌دان، و ستاره‌شناس اهل اسرائیل است.